# Peter Rost (rokometaš)
Peter Rost, nemški rokometaš, * 29. junij 1951, Leipzig.
Leta 1980 je na poletnih olimpijskih igrah v Moskvi v sestavi vzhodnonemške rokometne reprezentance osvojil zlato olimpijsko medaljo.